# Acoutsina
Acoutsina (en inuktitut : akutsiarq), née tout à la fin du XVIIe siècle et morte à une date inconnue, est une Inuk capturée par les Français au Labrador en 1717.

## Biographie

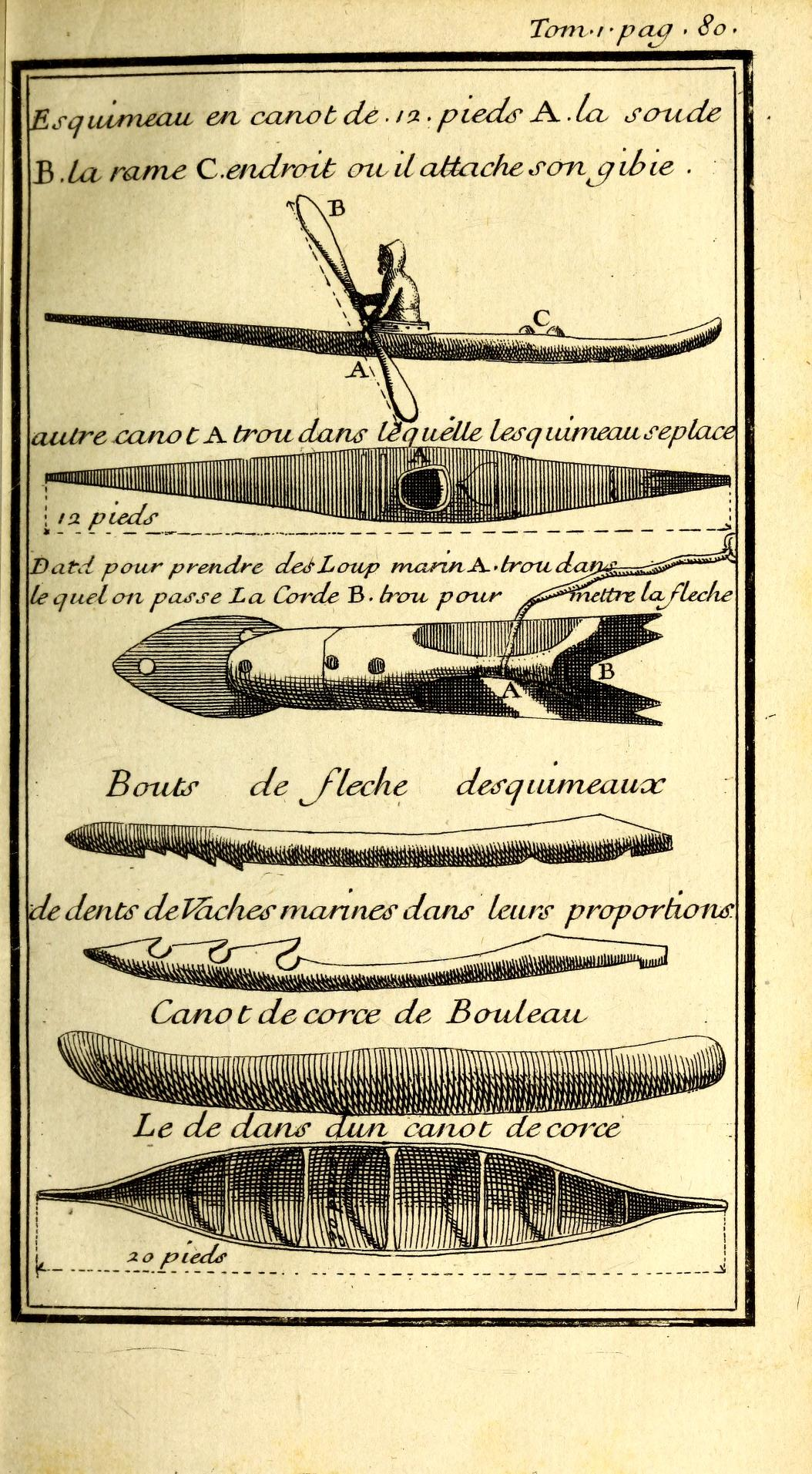
Pirogue inuite à l'époque d'Acoutsina (1722).

Acoutsina était la fille du chef inuk Ouibignaro (en inuktitut : Uiviquartok) dont la tribu vivait sur la côte orientale du Labrador à la limite orientale du territoire des Amérindiens Montagnais, leurs principaux ennemis.
Depuis de nombreuses années, les Inuits effectuaient de nombreux raids de pillages contre les établissements de pêche français installés le long de la côte du Labrador. 
En 1716, M. Lair, aumônier du commandant de la côte du Labrador Augustin Le Gardeur de Courtemanche lui recommanda d'amadouer les Inuits en établissant des relations amicales et de confiance. Augustin Le Gardeur de Courtemanche alla à la rencontre de ces derniers pour partager la pêche. Il leur proposa de revenir l'année suivante pour renouveler ce premier contact.
En 1717, le chef inuk Ouibignaro et ses compagnons débarquèrent au fort Pontchatrain du Labrador, situé dans la baie de Phélypeaux, pour le rendez-vous. Le sieur Le Gardeur de Courtemanche était accompagné de plusieurs soldats et de Montagnais. La discussion s'envenima et les Inuits préférèrent s'enfuir. De brefs échanges de flèches entre autochtones eurent raison de leur fuite précipitée. Ils trouvèrent en face d'eux une réelle résistance des Français, commandés par Augustin Le Gardeur de Courtemanche qui réussit à repousser les pillards et à capturer l'équipage d'une de leurs dernières pirogues. Parmi ces occupants, la jeune Acoutsina, fille du chef Ouibignaro ainsi qu'une autre jeune inuk, une femme et un jeune garçon. Ce dernier mourut quelque temps après quant à la femme, elle réussit à s'enfuir à son tour. 
Augustin Le Gardeur de Courtemanche accueillit les deux jeunes captives chez lui au sein de sa famille dans laquelle vivait déjà une autre Amérindienne, Marie-Angélique le Blanc de la Nation des Renards. Acoutsina apprit le français et enseigna sa langue maternelle, l'inuktitut, à François Martel de Brouague, beau-fils de Courtemanche. Malgré un accueil chaleureux dans cette famille, Acoutsina se languissait de sa tribu et souhaitait vivement de pouvoir retourner chez les siens.
En 1717, Augustin Le Gardeur de Courtemanche mourut et François Martel de Brouague, qui l’assistait depuis quelques années, le remplaça en janvier 1718 comme commandant de la côte du Labrador et du fort Pontchartrain du Labrador. François Martel de Brouague, commandant du Roy pour le Labrador, désignait d'ailleurs l'endroit ainsi : « À la baye de Phélipeaux, coste de la Brador ». Il assuma la charge de représentant de l’autorité royale sur la côte nord, il devait rendre justice et défendre le poste de la baie de Phélypeaux, ainsi que tous les établissements temporaires des pêcheurs français sur les côtes, contre les incursions des Inuits et autres tribus amérindiennes.
En septembre 1719, le poste de pêche de fort Ponchartrain du Labrador subit une nouvelle razzia des Inuits suivi de l'incendie du poste de traite et de pêche. La même année, des éclaireurs français signalèrent à François Martel de Brouague, la présence des Inuits à quelque distance de leur colonie. Brouage se rendit avec ses gardes au devant des Inuits et remarqua que leur chef était Ouibignaro, le père d'Acoutsina. Ce dernier lui demanda de lui rendre sa fille. Accédant à sa demande, le chef Ouibignaro et une trentaine de ses hommes suivirent Courtemache et ses gardes jusqu'à la colonie de la baie de Phélypeaux. Acoutsina retrouva son père et un échange de cadeaux fut effectué. Acoutsina repartit avec son père et les siens. Les esquimaux ne revinrent plus piller et saccager le poste de traite de la baie de Phélypeaux. Par contre, ils continuèrent leurs razzias sur d'autres établissements français et même anglais.
Dès 1720, François Martel de Brouague fait reconstruire le fortin du poste de fort Ponchartrain du Labrador. Il favorisa, durant tout son mandat de commandant de la côte du Labrador, l'installation au fort Ponchartrain du Labrador d'Amérindiens de la Nation des Montagnais et repoussa ainsi les Esquimaux vers les régions septentrionales du Labrador.